# Amalia Ertman
Amalia Ertman eller Amalie Ertmann, född 10 november 1800 i Viborg, död 14 december 1863, var en finländsk skolledare. Hon var den första föreståndaren för Svenska fruntimmersskolan i Helsingfors 1844–1863. En stipendiefond, Ertmanska stipendiefonden, är uppkallad efter henne. 
Hon föddes i Viborg som dotter till en traktör eller värdshusvärd av tyskt ursprung. Hon utbildades i Fruntimmersskolan i Viborg. Mellan 1823 och 1827 skötte hon en egen flickpension i Åbo i kompanjonskap med sin kollega Sara Wacklin. 
Ertman blev år 1844 utnämnd till första föreståndare för den nygrundade Svenska fruntimmersskolan i Helsingfors. Många av de lärare som kom att spela en roll vid utvecklingen av skolor för flickor i Finland under 1800-talet fick sin utbildning vid Fruntimmersskolan i Viborg, och den kom också att utgöra förebild för Svenska fruntimmersskolan i Helsingfors. 